# خريطة مقلوبة

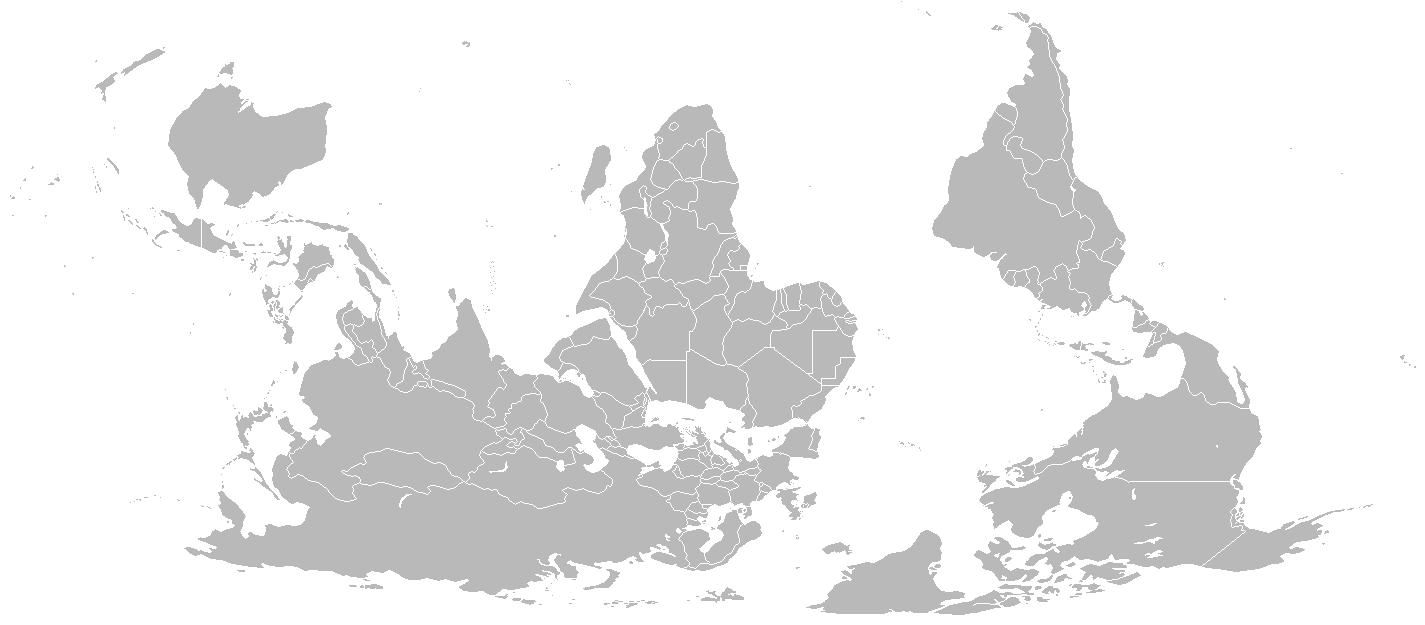
خريطة مقلوبة

الخريطة المقلوبة، وتعرف أيضاً بخريطة الجنوب-في-الأعلى، هي خريطة رسمها مختلف حيث بدلًا من أن تكون جهة الشمال في الأعلى، تكون في الأسفل والجنوب في الأعلى. كذلك بالنسبة للشرق والغرب، هما معكوسان. يعني هذا أن النصف الجنوبي من الكرة الأرضية يكون في الأعلى بدلًا من الأسفل. هذه الخريطة تتصف بنفس الدقّة التي تتحلى بها الخرائط التقليدية، لأن وجود القطب الشمالي في أعلى الخريطة ليس إلا خياراً عشوائياً. هذه الخريطة المقلوبة موجودة في عدة ثقافات وتم صنعها خلال حقب زمنية مختلفة. عادة أن يكون الشمال في الأعلى والشرق في الجهة اليمنى في الخرائط التلقليدية والمنتشرة هي عادة بدأها الفلكي بطليموس وتبنّاها العديد من العلماء من بعده.
في هذه الأيام، تستخدم بعض الجهات التعليمية الخريطة المقلوبة في التعليم أو لتوضيح بعض المفاهيم الجغرافية. عوضًا عن عكس الخريطة رأسًا على عقب، النص في الخريطة المقلوبة أيضًا تم تعديله لكي يُقرأ بشكلٍ صحيح. الفنان الأوروجوياني يواكين تورريس رسم العديد من الخرائط لأمريكا الجنوبية وفيها وضع القطب الجنوبي في الأعلى.

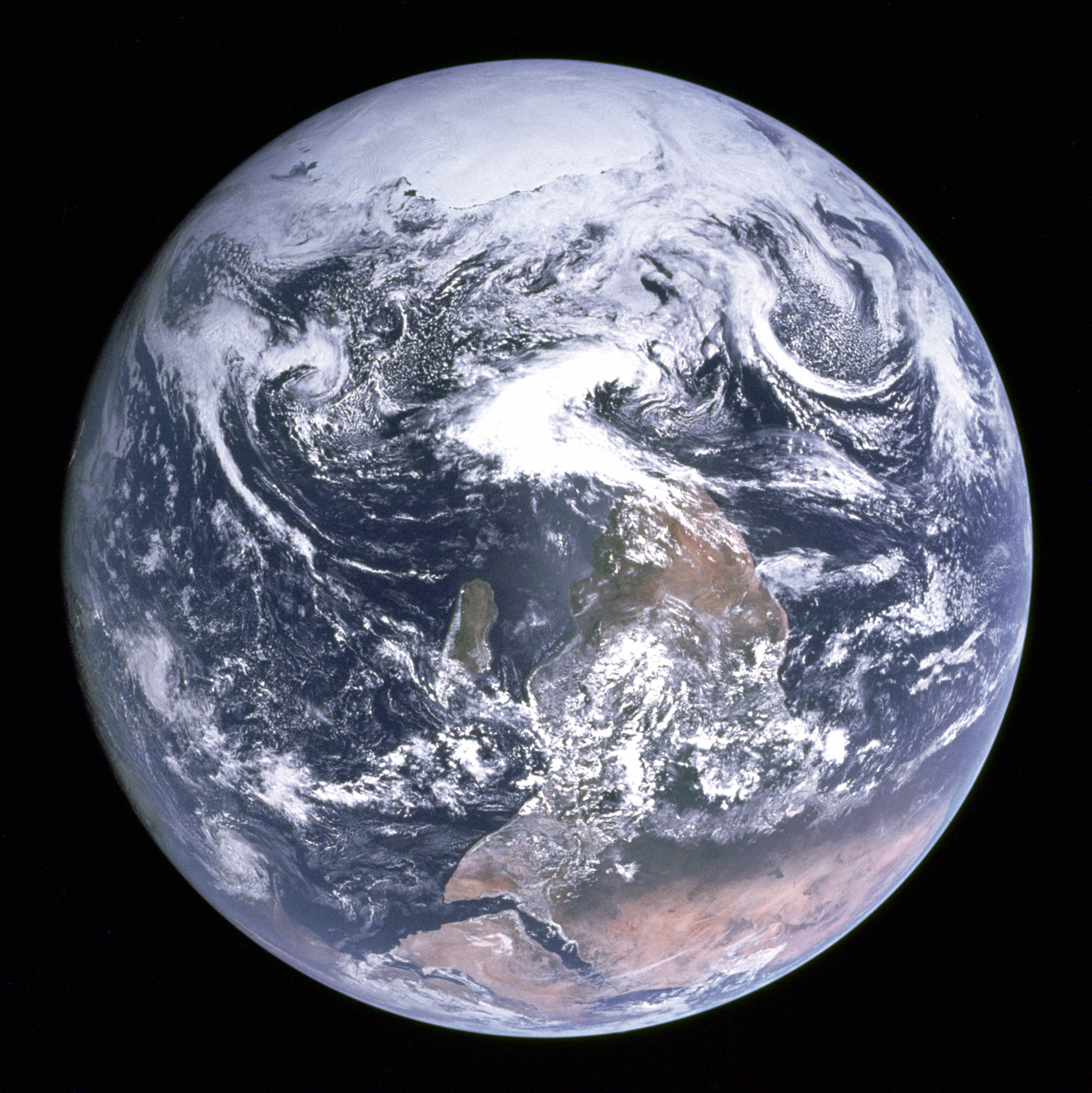
صورة الرخام الأزرق الأصلية

الصورة الشهيرة الملتقطة للأرض من مركبة أبولو 17 والمعروفة بـ «الرخام الأزرق» كانت موجهة في الأصل للجزء العلوي من القطب الجنوبي، حيث يمكن رؤية جزيرة مدغشقر من الجهة اليسرى وقارة أفريقيا من الجهة اليمنى لمركزها. لكن تم قلب هذه الصورة لاحقًا لتتماشى مع الخرائط المشهورة.
غالبا ما تكون إندونيسيا في منتصف الخرائط المقلوبة، بينما تكون أوروبا والقارتان الأمريكيتان على الجانبين، رغم ذلك توجد خرائط مقلوبة يكون خط غرينيتش في منتصفها. عادة ما تضع الخرائط المرسومة في شرق آسيا القارتين الأمريكيتين على الجانب الأيمن، مظهرة المحيط الهادئ كاملا، بينما يظهر المحيط الأطلنطي مجزأ بين طرفي الخريطة.
نشرت أول خريطة مقلوبة في 1979 وهي خريطة مكارثر العالمية التصحيحية، نشرها الأسترالي ستيوارت مكارثر وبيع منها 350,000 نسخة.[بحاجة لمصدر]
هناك خرائط أخرى كثيرة باتجاهات غير قياسية، مثل خرائط T و O القروسطية والخرائط القطبية وخرائط ديماكسيون.

## آثار نفسية
في مقالة لمير، ومولر، وتشن، وريمر-بيلتز نشرت عام 2011 في مجلة علوم الاجتماع والنفس والشخصية، تم استعراض بعض الآثار السلوكية والنفسية التي تنتج عن توحيد اتجاه الخريطة حيث الشمال للأعلى والجنوب للأسفل. من خلال 4 تجارب قام بها المؤلفون، توصلوا إلى أن هناك تفضيل يتأثر بالموضع الأفقي كما يتأثر بنزعة تصنف ماهو (فوق) بالجيد وماهو (أسفل) بالسيء، فبالتالي نزع المشاركون في هذه التجارب إلى تفضيل المواقع العقارية الواقعة في الشمال دون تبرير عقلاني. عندما عرضت على المشاركين خريطة لمدينة وهمية حيث الشمال في أعلى الخريطة، عبر المشارك العادي عن رغبته بالسكن في شمال المدينة الوهمية، وخمن أن الفرد الذي يصنف ضمن طبقة راقية أو عالية في السلم المجتمعي الاقتصادي سيعيش في شمال المدينة، بينما الفرد الذي ينتمي لطبقة متدنية فسيعيش على الارجح في الجنوب.
في التجربة رقم 3، تم عرض خريطة لمدينة وهمية حيث الشمال باتجاه الأعلى على مجموعة مشاركين، وتم عرض نفس الخريطة لنفس المدينة الوهمية ولكن بإتجاه مقلوب حيث الجنوب للأعلى والشمال للأسفل على مجموعة أخرى من المشاركين. وطلب من المشاركين أن يضعوا علامة في الموقع الذي يفضلون العيش فيه في حال انتقالهم إلى هذه المدينة الوهمية. المشاركون في المجموعة الأولى الذين عرضت عليهم الخريطة بالاتجاه التقليدي (الشمال باتجاه الأعلى) اختاروا مواقع تقع إلى الشمال من مركز المدينة. في المجموعة الثانية التي عرضت عليهم خريطة مقلوبة، لم يكون هناك ميول ملاحظ نحو اختيار مواقع في الجنوب. بغض النظر عن اتجاه الخريطة، في كلي المجموعتين مال المشاركين إلى اختيار مواقع تقع في النصف الإعلى من الخريطة مما يشير إلى أن الاتجاه المعتمد في الخرائط (الشمال للأعلى) هو ما يدفع التمييز السائد بين الجنوب والشمال.[بحاجة لمصدر]